# So Called Life
«So Called Life» -en español: «Así llamada vida»- es el primer sencillo de la banda canadiense de metal alternativo Three Days Grace de su séptimo de estudio Explosions. La canción estuvo disponible digitalmente en los servicios de transmisión de música el 1 de diciembre de 2021.

## Composición y letras
Los críticos han descrito "So Called Life" como una canción de hard rock. La pista corre a 160 BPM y está en la clave de Re mayor. Funciona durante tres minutos y 26 segundos. La canción fue escrita por Matt Walst, Brad Walst, Barry Stock, Neil Sanderson y Ted Bruner, mientras que Howard Benson se encargó de la producción de la canción. El bajista Brad Walst habló sobre "So Called Life" en una entrevista con Jave Patterson de Two Doods Reviews explicando cómo se escribió la canción:

"Es un poco diferente. Es una canción bastante pesada y definitivamente llena de emociones y frustraciones de la vida cotidiana. De hecho, fue la primera canción que escribimos en este disco, casi antes de la pandemia de COVID-19. Comenzamos a tocar, en realidad, junto a la piscina de Neil. y resultó muy enojado. Creo que es una gran melodía. Creo que los fanáticos se sentirán identificados con ella. Y será divertido en vivo, lo sé".

## Video musical
El video musical de "So Called Life" se estrenó el 29 de noviembre de 2021 y fue dirigido por Jon Vulpine. Hablando sobre el video musical, el director Jon Vulpine explicó cómo se formó el video:

"Quería hacer este video realmente crudo y sencillo. Algo de alta energía con ángulos extremos y movimientos rápidos. Un montón de viejos equipos analógicos en este apartamento de los 70 que parecía que un acaparador murió en él hace 20 años y los chicos acaban de entrar. y grabado. No quería ir por un aspecto limpio y súper pulido, así que Justin Jones, mi director de fotografía, sugirió estos lentes japoneses reubicados de los años 60 para una sensación más gruesa y contrastada. Eso, junto con diferentes distorsiones de lentes y accesorios, se agregó a la diversidad de disparos".

## Créditos
Three Days Grace
- Matt Walst - Voz líder, guitarra rítmica
- Barry Stock - Guitarra líder
- Brad Walst - Bajo
- Neil Sanderson - Batería